# Das Wunder von Lengede (2003)
Das Wunder von Lengede ist ein deutscher zweiteiliger Fernsehfilm von 2003. Der Spielfilm basiert auf den Ereignissen rund um das Grubenunglück von Lengede im Jahr 1963.

## Handlung
Der Film erzählt die Geschichte um die dramatische Rettungsaktion von 11 Kumpeln, die nach einem Grubenunglück und 14 Tagen völliger Dunkelheit wieder das Tageslicht erblicken.
Die Handlung beginnt am Vorabend des Unglücks. Strebführer Franz Wolbert und sein Freund und Truppmitglied Bruno Reger verbringen auf einer Tanzveranstaltung einen ausgelassenen Abend mit ihren Frauen. Am nächsten Tag treffen die Kollegen sich wieder in der Kaue, wo mit zwei weiteren Kollegen Streit ausbricht, der aber vom Steiger Pit Spieker geschlichtet wird. Man fährt ein.
Im Direktorium äußert Bergwerksingenieur Harald Hansen seinem Chef, Dr. Dietz, gegenüber Zweifel, ob der Stollen genügend Abstand zu einer sehr großen Grundwasserblase einhält. Dieser wischt jedoch die Zweifel vom Tisch, Hansen müsse an die Rentabilität denken.
Im Streb schickt man sich gerade an zu sprengen, als das Befürchtete eintritt: Eine Wand gibt nach, das Wasser bahnt sich seinen Weg und überflutet die Gänge in 60 m Tiefe und darunter. Als der Strom ausfällt, macht sich der Trupp auf den Weg zurück, aber die Wassermassen schneiden ihm den Weg ab. Als einzige Fluchtmöglichkeit erscheint der Alte Mann, ein längst aufgegebener und wegen hoher Einsturzgefahr gesperrter Abschnitt. Weitere Kumpel stoßen hinzu, darunter der Steiger, der jedoch den Halt verliert und von den Wassermassen fortgerissen wird. Kurz bevor die Gruppe den rettenden Abschnitt erreicht, bricht ein mit Wucht herantreibender schwerer Stützpfeiler Bruno Reger beide Beine.
Im Alten Mann klettert die Gruppe unter gegenseitiger Hilfe hoch, bis das Wasser nicht mehr steigt, jedoch lösen sich in der Folge immer wieder Brocken von der Decke, stürzen ihnen entgegen und verletzen zahlreiche Kumpel.
Über Tage strömen die Familienangehörigen vor dem Zechentor zusammen, während drinnen die bei den Rettungsmaßnahmen aufgefundenen Toten aufgebahrt werden. Als man niemanden mehr findet, ordnet Direktor Dr. Dietz Sondierungsbohrungen im Bereich des aktiven Bergwerks an, die jedoch erfolglos bleiben. Die Tage vergehen. Als schon alle Hoffnung schwindet, äußert Ingenieur Hansen die Vermutung, es könnten sich noch Kumpel in den Alten Mann gerettet haben. Eine deshalb angesetzte Sondierungsbohrung trifft tatsächlich in der berechneten Tiefe auf einen Hohlraum.
Unten ist der zehnte Tag angebrochen. Man hat die Hoffnung fast schon aufgegeben und es ist auch schon zu mehreren, teilweise erfolgreichen Selbstmordversuchen gekommen, als nach einem erneuten Bergsturz ein Bohrkopf erscheint. Fast schon apathisch können die Kumpel ihr Glück kaum fassen. Über Tage ist alles still, während Bohrtruppleiter Jürgen Grabowski am Gestänge auf Klopfzeichen horcht. Währenddessen fällt unten den Kumpeln dramatisch äußerst wirksam auf, dass sie einen harten Gegenstand brauchen, um sich oben hörbar zu machen. Oben hört man also nichts, und Dr. Dietz ordnet den Abbruch aller Rettungsmaßnahmen an. Das Gestänge wird zurückgezogen und verschwindet zur äußersten Verzweiflung der Kumpel wieder. Der Bohrtruppleiter unternimmt jedoch eigenmächtig einen zweiten Versuch an derselben Stelle, das Gestänge erscheint erneut – diesmal ohne Bohrkopf – und endlich werden die verzweifelten Klopfzeichen gehört.
An einem Seil wird ein Zettel mit den Namen der elf übrig gebliebenen Verschütteten nach oben gezogen und die in der Kirche versammelte Trauergemeinde wird benachrichtigt, was bei den Angehörigen größte Freude auslöst. Auch Renate Reger kann ihr Glück kaum fassen, so dass Betriebssanitäter Dr. Schleip kaum zu ihr durchdringt: Beide Beine ihres Mannes seien schwer verletzt und durch die erzwungene Bewegungslosigkeit sei er in Lebensgefahr, wenn er nicht rasch geborgen werde.
Auch im Direktorium hält sich – vor allem bei Dr. Dietz – die Freude über den Fund in Grenzen, als man feststellt, dass man keine Mittel zur Rettung der Kumpel unter diesen Verhältnissen hat. Eine Bohrung mit für eine Rettung geeignet großem Durchmesser erfordert Spülwasser, dessen 50 m hohe Säule, wenn der Durchbruch schließlich erfolgt, im instabilen Alten Mann eine katastrophale Druck- und Schlammwelle auslösen würde. Erst ein unter diesen Bedingungen noch nicht erprobtes Verfahren, die Pressluftspülung, könne die Rettung bringen, jedoch sei der Erfolg unsicher und das erforderliche Material nur im Ausland verfügbar.
Trotzdem beginnt die Bohrung zunächst konventionell, während sich unten die Situation vor allem für Bruno Reger rapide verschlechtert. Durch die dünne Sondierungsbohrung mit dem Nötigsten versorgt, können sich die Kumpel über eine improvisierte Sprechanlage mit ihren Angehörigen verständigen. Während eines Gesprächs mit seiner Frau wird Franz Wolbert durch einen schweren Brocken getroffen, überlebt jedoch.
Endlich trifft das Material aus Belgien ein und die Bergungsbohrung kann zügig fertiggestellt werden, was Bruno Reger jedoch nicht mehr erlebt.
Unter Getöse bricht der große Bohrkopf durch. Erneut vergehen bange Sekunden, ehe man unten die Sprache wiederfindet und die Retter oben erleichtert erfahren, dass die brüchige Zuflucht unten nicht zuletzt doch noch zusammengebrochen ist.
Mann für Mann zwängen sich die Kumpel in die enge Rettungskapsel Dahlbuschbombe und werden einzeln durch den Schacht nach oben gezogen. Überglücklich können Helga Wolbert und die anderen Angehörigen ihre Männer wieder in die Arme schließen.

## Fernsehausstrahlung
Der Zweiteiler wurde am 9. und 10. November 2003 erstmals auf Sat.1 ausgestrahlt. Über 11 Millionen Menschen schauten den Film damals an. Der Marktanteil lag bei 36,2 Prozent. Niedersachsen hatte den größten Marktanteil mit 56 Prozent.
Am 2. Januar 2005 strahlte Sat.1 die Kurzfassung Das Wunder von Lengede – Director’s Cut (125 Minuten) aus. Diese wurde am 1. Januar 2009 wiederholt.

## Kritik
„Dramatischer Fernsehfilm nach einer authentischen Begebenheit […]. Trotz inszenatorischer Verdichtungen ist er um Authentizität bemüht und bündelt die Ereignisse zu bester Unterhaltung auf höchstem Niveau mit anhaltender Spannung, gut gezeichneten Figuren und brillanten Darstellern. Mit Liebe, Hoffen und Bangen, Tod wie Verzweiflung wird so ziemlich die ganze Gefühlspalette geboten.“

## Auszeichnungen
- Bambi 2003 für das TV-Ereignis des Jahres
- Goldene Kamera 2004 (Bester deutscher Fernsehfilm)
- Adolf-Grimme-Preis 2004 (Kategorie Fiktion und Unterhaltung) an Kaspar Heidelbach (Regie), Jan Josef Liefers und Heino Ferch (stellvertretend für das Darstellerteam), Michael Souvignier (Produktion)[6]
- Bayerischer Fernsehpreis 2004